# Aromiella thompsoni
Aromiella thompsoni är en skalbaggsart som beskrevs av Cenek Podany 1971. Aromiella thompsoni ingår i släktet Aromiella och familjen långhorningar. Inga underarter finns listade.